# Aleixo de Menezes

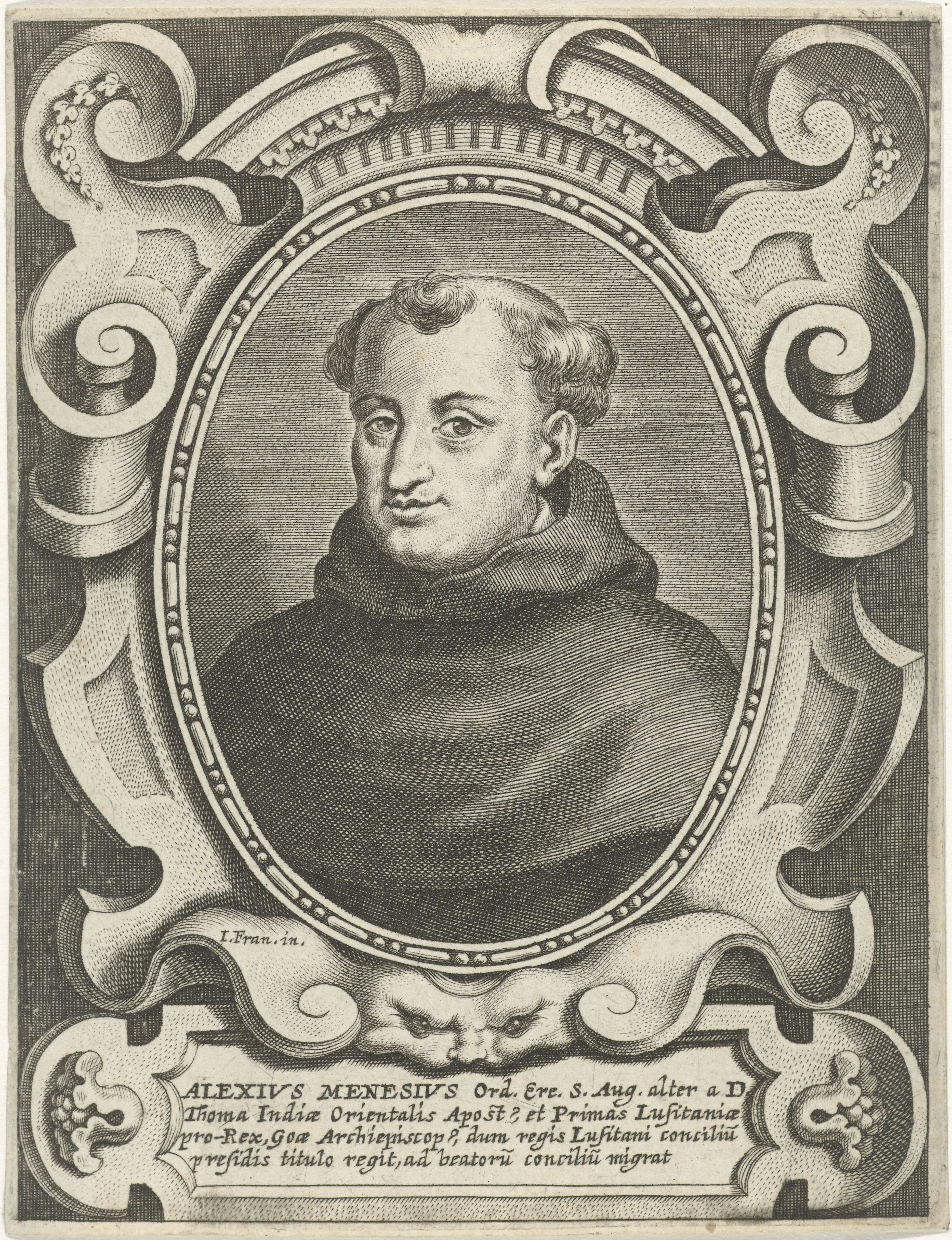
Erzbischof Aleixo de Menezes

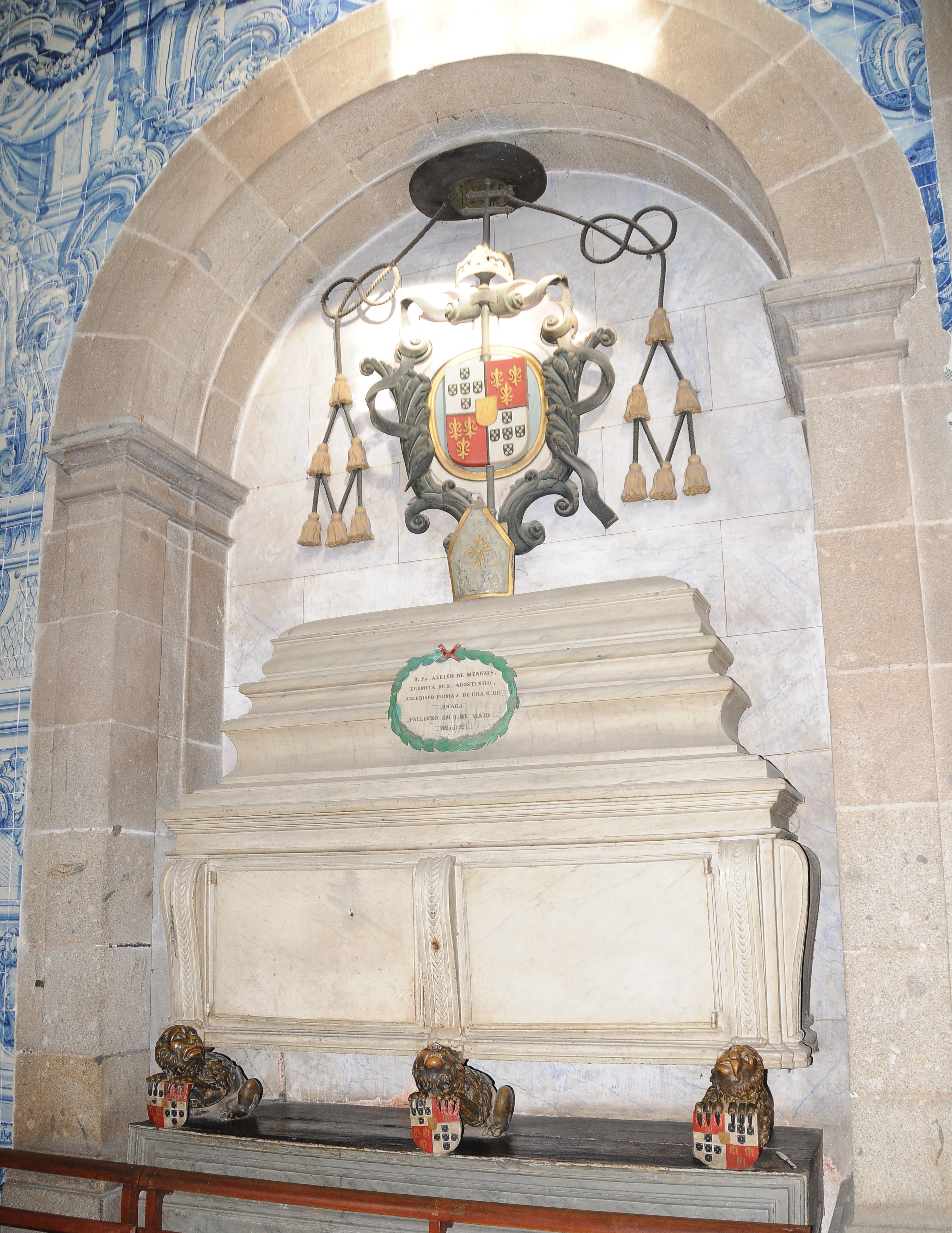
Grab mit Wappenschild in der Kathedrale von Braga

Aleixo de Menezes OESA (* 25. Januar 1559; † 3. Mai 1617) war Erzbischof von Goa, Erzbischof von Braga in Portugal und spanischer Vizekönig von Portugal.

## Biografische Daten
Über Aleixo ist bekannt, dass er sich dem Augustinerorden anschloss. 1595 erfolgte seine Konsekration zum Bischof von Goa.
Die Synode von Diamper, die unter seiner Führung stattfand, hatte die weitgehende Einordnung der seit apostolischer Zeit in Südindien ansässigen Thomaschristen unter den lateinischen Ritus der katholischen Kirche zur Folge, wodurch deren historische Verbindungen zur Assyrischen Kirche des Ostens abgeschnitten wurden.
1612 wurde Alexis de Menezes zum Erzbischof von Braga, Portugal, ernannt. Er war von 1612 bis 1615 der Spanische Vizekönig in Portugal, starb 1617 und wurde in der Kathedrale von Braga beigesetzt.

## Ein fragwürdiges Vermächtnis

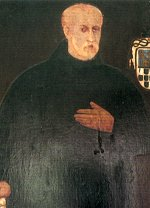
Erzbischof Aleixo de Menezes

Aleixo de Menezes war nicht bereit, die Gebräuche der Thomaschristen auch nur im Kleinsten zu akzeptieren. Stattdessen verstärkte er die Latinisierung der Thomaschristen, die seit der Ankunft der Portugiesen im frühen 16. Jahrhundert begonnen hatte.
Das Resultat der Aktivitäten von Aleixos de Menezes wurde nicht nur von den betroffenen indigenen Christen, sondern auch von der Römisch-Katholischen Kirche nachträglich sehr negativ eingeschätzt:

The only case in which an ancient Eastern rite has been wilfully romanized is that of the Uniat Malabar Christians, where it was not Roman authority but the misguided zeal of Alexius de Menezes, Archbishop of Goa, and his Portuguese advisers at the Synod of Diamper (1599) which spoiled the old Malabar Rite.

„Der einzige Fall, in dem ein alter Ost-Ritus vorsätzlich romanisiert wurde, ist der der Malabarischen Christen. Hier war es nicht die Autorität Roms, sondern der fehlgeleitete Eifer von Alexius de Menezes, Erzbischof von Goa und seiner portugiesischen Berater während der Synode von Diamper, der den alten Ritus der Malabar-Christen zerstörte.“

Die Rechtmäßigkeit der Synode von Diamper wurde im Laufe der Geschichte von vielen Gelehrten angezweifelt. Sie wurde nie von Rom bestätigt und gilt heute als „Räubersynode“, zumal die theologische Notwendigkeit vieler dort vorgenommener Änderungen nicht gegeben ist.